# Шанти (покой)
Шанти (санскр. शान्तिः, IAST: śāntiḥ, «покой») — в философии индуизма и буддизма означает мир, покой, гармонию.

## Индуизм
В индуизме о шанти упоминается в древних Ведах. В адвайта-веданте шанти обозначает состояние, не входящее в дуализм (противоположность), реализацию целостности действительности. В других ведийских текстах упоминается «богиня Шанти» — богиня спокойствия, умиротворения.
В поэме «Шанти-шатака» (IAST: śānti-śataka, «сто стихов о душевном спокойствии») — индийской религиозной поэме, принадлежащей Шри Шиглану, прославляется особое душевное состояние — так называемое шанти, то есть спокойное, созерцательное благоговение. Шанти отлично от состояния дасатва (IAST: dāsatva), то есть рабского подчинения воле Божией и отказа от собственной воли. Эти понятия, вместе с другими тонкими оттенками разных степеней любви и преданности Богу свойственны вишнуитам, но встречаются и у некоторых шиваитских сект.

## Буддизм
В буддийских текстах Шанти обозначает умиротворение, и иногда является синонимом Нирваны.
К 2500-летию буддизма, на вершине холма Чанспа в Северной Индии, японским монахом Гёмё Накамурой была воздвигнута «Ступа Шанти» — буддийская белокупольная ступа (чортен). В основе ступы заложены «реликвии Будды» и фотографии Далай-ламы, преподнесённые Далай-ламой XIV, «Ступа Шанти» должна содействовать миру и процветанию.

## Мантры и музыка
О Шанти поётся в шанти-мантрах или «мантрах мира» — индуистских и буддистских мантрах о мире (покое). Шанти-мантры звучат в начале и конце молитв и религиозных обрядов.
Шанти-мантры включают в себя слова:
санскр. ॐ शान्तिः शान्तिः शान्तिः, IAST: oṃ śāntiḥ śāntiḥ śāntiḥ — «Ом Шанти Шанти Шанти», что означает «Бог Мир Мир Мир», эти слова должны привлечь духовный свет.
В современной музыке о Шанти поётся в произведениях в стиле этнической музыки и нью-эйдж.

## Современное употребление
Термин «шанти» в последнее время переживает возрождение благодаря очень популярным мыслителям, таким как Махатма Ганди или Сатья Саи Баба, которые использовали его в своих трудах (например, в философской концепции Ганди Сатьяграха). Шанти также занимает центральное место в современном движении йоги.

В своем лирическом стихотворении Бесплодная земля (The Waste Land) Т. С. Элиот, опираясь на Упанишады, использует мантру: 
Датта. Даядхвам. Дамаята.
Шанти шанти шанти
Т. С. Элиот, Бесплодная земля, 1922

## Как собственное имя
Как и многие другие термины индуизма, «шанти» также стало использоваться в собственных именах.
В индийской мифологии Шанти была дочерью Шраддхи и Дакши. Шанти также были именами жён Дхармы и Атхарвана. Шанти — это ещё и одно из имён Дурги. Одна из 50 Шакти Ганеши также носила имя Шанти.